# الأعقاب (فلم 2019)
الأعقاب (بالإنجليزية: The Aftermath) هوفيلم درامي لعام 2019 من إخراج جيمس كنت وكتابة جو شرابن وآنا ووترهاوس،
استنادا إلى رواية صدرت في عام 2013 تحمل نفس الاسم من قبل ريديان بروك.
نجوم الفلم - كيرا نايتلي، ألكساندر سكارسجارد، جايسون كلارك، وألكساندر شير.
تم إصدار الفيلم في الولايات المتحدة في 15 مارس 2019 بواسطة Fox Searchlight Pictures

## القصة
تدور الأحداث في (ألمانيا) عام 1946 بعد الحرب العالمية الثانية، حيث تصل (راتشيل مورجان) إلى أنقاض (هامبورج) خلال الشتاء القارس ليلتئم شملها بزوجها (لويس)، العقيد البريطاني المٌهتم بإعادة بناء المدينة المُدمرة.. لكن بمجرد استقرارهما في منزلهما الجديد، تُصعق راتشيل حين تكتشف قرار زوجها غير العادي بأن يتشاركا منزلهما مع المالكين السابقين؛ أرملة ألمانية وابنتها المضطربة، وفي جو مشحون مثل هذا، يستع المجال للعاطفة والخيانة.

## الشخصيات الرئيسية
- كيرا نايتلي في دور راشيل مورغان، زوجة لويس
- الكسندر سكارسجارد بدور ستيفان لوبير
- جيسون كلارك في دور العقيد لويس مورغان، زوج راشيل
- كيت فيليبس بدور سوزان
- مارتن كومستون في دور بورنهام
- الكسندر شير في دور سيغفريد ليتمان
- آنا كاثرينا شيمريك في دور هايك

## الإنتاج
في أغسطس 2016 ، تم الإعلان عن حصول شركة Fox Searchlight Pictures على الفيلم، حيث قام ألكساندر سكارسجارد وكيرا نايتلي ببطولة الفيلم ، بينما قام جيمس كنت بإخراج الفيلم من سيناريو لجو شرابنيل وآنا ووترهاوس ، بينما سيكون ريدلي سكوت منتجًا على الفيلم ، تحت رايته سكوت للإنتاج الحر. في نفس الشهر ، انضم جيسون كلارك إلى طاقم الفيلم. في فبراير 2017،
بدأ التصوير الرئيسي في يناير 2017 في براغ ، جمهورية التشيك.

## الاستقبال
حصل الفيلم نسبة موافقة تبلغ 28٪ على أساس 137 تقييمًا ، بمتوسط تقييم 4.96 / 10.على موقع الطماطم الفاسدة Rotten Tomatoes ،

## وصلات خارجية
- مقالات تستعمل روابط فنية بلا صلة مع ويكي بيانات

1. https://www.youtube.com/watch?v=FPv3e2FZOgo

لا توجد روابط لمواقع التواصل الاجتماعي.